# Perscha Liha
Die Perscha Liha (ukrainisch Перша ліга, zu deutsch „Erste Liga“) ist die zweithöchste Spielklasse im ukrainischen Fußball. Sie wurde 1991 gegründet.

## Modus
Aufgrund des Krieges mit Russland wurde das Format geändert. Die Konferenz der Professional Football League (PFL) verabschiedete Änderungen für die Saison 2023/24, nachdem viele Teams gezwungen gewesen waren, ihre Aktivitäten einzustellen oder sich aufzulösen. Es wurde beschlossen, die Anzahl von 16 auf 20 Teilnehmern zu erhöhen, sie jedoch in zwei Gruppen von je zehn Mannschaften aufzuteilen. Zuvor wurde der Wettbewerb in zwei Gruppen nur in der Saison 1992 durchgeführt.
Die Saison besteht in der Vorrunde aus zwei Zehnergruppen. Jedes Team spielt in ihrer Gruppe an 18 Spieltagen zweimal gegeneinander. Anschließend spielen die besten fünf jeder Gruppe in der Aufstiegsrunde, während die letzten fünf jeder Gruppe die Abstiegsrunde bilden. Dort spielen die Mannschaften jeweils gegen die fünf Teams der anderen Vorrundengruppe, sodass am Saisonende jeder Verein 23 Spiele absolviert hat.
Die zwei besten Mannschaften der Aufstiegsrunde spielen im folgenden Jahr in der Premjer-Liha. Der Dritt- und Viertplatzierte der Play-offs gegen den 13. bzw. 14. der Premjer-Liha um den Aufstieg kämpft. Der Letzte der Abstiegsrunde steigt direkt ab, während der Vorletzte gegen den Zweiten der Druha Liha um den Ligaverbleib spielt.

## Vereine
In der Saison 2024/25 nehmen folgende Mannschaften teil:
| Verein                          | Stadt              |
| ------------------------------- | ------------------ |
| Ahrobisnes Wolotschysk          | Wolotschysk        |
| FSK Bukowina Czernowitz         | Czernowitz         |
| FK Chust                        | Chust              |
| Epicenter Kamjanez-Podilskyj    | Kamjanez-Podilskyj |
| Metalist Charkiw                | Charkiw            |
| FK Mynaj                        | Mynaj              |
| Nywa Ternopil                   | Ternopil           |
| Podillja Chmelnyzkyj            | Chmelnyzkyj        |
| FK Prykarpattja Iwano-Frankiwsk | Iwano-Frankiwsk    |

| Verein                  | Stadt          |
| ----------------------- | -------------- |
| Metalist 1925 Charkiw * | Charkiw        |
| Dinas Wyschhorod        | Wyschhorod     |
| Kremin Krementschuk     | Krementschuk   |
| FK Kudriwka             | Tschernihiw    |
| FSK Mariupol            | Mariupol       |
| Metalurh Saporischschja | Saporischschja |
| SK Poltawa              | Poltawa        |
| Wiktorija Sumy          | Sumy           |
| UCSA Tarassiwka *       | Tarassiwka     |

- Metalist und UCSA tragen ihre Heimspiele in Kiew aus.

## Meister ab 1992
| 1992 1  | Weres Riwne / Krywbas Krywyj Rih |
| 1992/93 | Nywa Winnyzja                    |
| 1993/94 | Prikarpattja Iwano-Frankiwsk     |
| 1994/95 | FK Sirka-NIBAS Kirowohrad        |
| 1995/96 | Worskla Poltawa                  |
| 1996/97 | Metalurh Donezk                  |
| 1997/98 | MFK Mykolajiw                    |
| 1998/99 | Dynamo-2 Kiew                    |
| 1999/00 | Dynamo-2 Kiew                    |
| 2000/01 | Dynamo-2 Kiew                    |
| 2001/02 | Wolyn Luzk                       |

| 2002/03 | FK Sirka Kirowohrad           |
| 2003/04 | Howerla-Sakarpattja Uschhorod |
| 2004/05 | Stal Altschewsk               |
| 2005/06 | Sorja Luhansk                 |
| 2006/07 | Naftowyk-Ukrnafta Ochtyrka    |
| 2007/08 | Illitschiwez Mariupol         |
| 2008/09 | Howerla-Sakarpattja Uschhorod |
| 2009/10 | PFK Sewastopol                |
| 2010/11 | PFK Oleksandrija              |
| 2011/12 | Howerla Uschhorod             |
| 2012/13 | PFK Sewastopol                |

| 2013/14 | Olimpik Donezk        |
| 2014/15 | FK Oleksandrija       |
| 2015/16 | FK Sirka Kirowohrad   |
| 2016/17 | Illitschiwez Mariupol |
| 2017/18 | Arsenal Kiew          |
| 2018/19 | SK Dnipro-1           |
| 2019/20 | FK Mynaj              |
| 2020/21 | Weres Riwne           |
| 2021/22 | abgebrochen           |
| 2022/23 | Polissja Schytomyr    |
| 2023/24 | Inhulez Petrowe       |